# المحراب النبوي الشريف

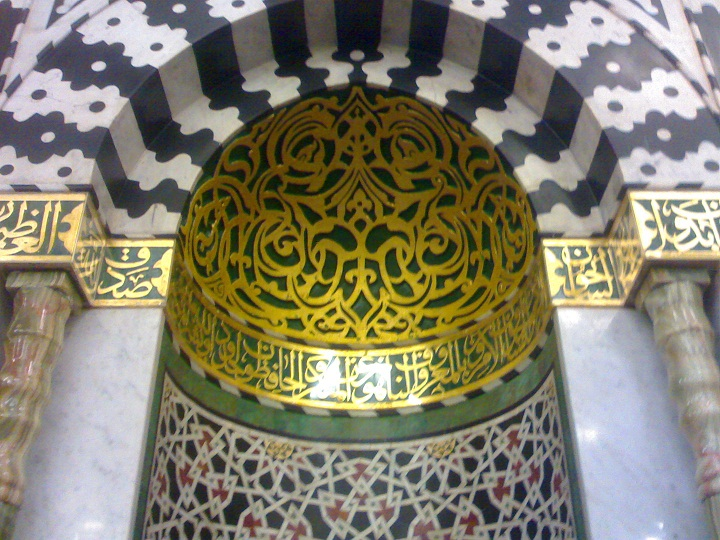
المحراب النبوي

المحراب النبوي الشريف أحد محاريب المسجد النبوي الستة، ويقع في الروضة الشريفة وهو على يسار المنبر، أي أنه ما بين المنبر الشريف والمقصورة، ومكان مصلى النبي محمد صلى الله عليه وسلم الأصلي كما قال البرزنجي في الطرف الغربي من المحراب الحالي، حيث يصبح التجوف عن يسار الواقف، وقد جرت عليه عدة إصلاحات وترميمات، والموجود الآن من بناء الأشرف قايتباي.

## نسبة المحراب للنبي وبناءه
نُسب هذا المحراب للنبي محمد صلى الله عليه وسلم؛ لوقوعه بالقرب من المكان الذي كان يصلي فيه حيث أن المحراب لم يكن مبنياً بناءً يُميِّزه عن سائر أجزاء المسجد النبوي، وإنّما كان النبي محمد صلى الله عليه وسلم يداوم الوقوف في هذا المكان يؤمُّ المسلمين حتى وفاته، ويجعل جدار المسجد النبوي سترة له . واستمر الأمر على ما هو عليه حتى بناه عمر بن عبد العزيز حينما كان أميراً على المدينة عام 88-91ه في خلافة الوليد بن عبد الملك وبأمر منه . قال السمهودي: «ولم يكن للمسجد محراب في عهده صلى الله عليه وسلم ولا في عهد الخلفاء بعده حتى اتخذه عمر بن عبد العزيز رحمه الله في عمارة الوليد واحتاط في أمره»

## المحراب الآن
المحراب الآن من عمارة الأشرف قايتباي، حيث بناه في عام: (888هـ)، ويدلُّ على ذلك العبارة المنقوشة على ظهر المحراب بالخط الثلث المملوكي وفي عهد خادم الحرمين الشريفين الملك فهد بن عبد العزيزتم ترميمه ترميماً شاملاً، وكان ذلك سنة (1404هـ) " وبعد أن حصل تفكك وتصدع في الفسيفساء والرخام أمر الملك فهد بن عبد العزيز آل سعود بتجديده وذلك سنة 1404 هـ.